# Markermeer & IJmeer
De Markermeer & IJmeer is een Nederlands Natura 2000-gebied dat bestaat uit het Markermeer plus het IJmeer die elk op een eigen pagina zijn beschreven.
Het gebied ligt in de provincies Flevoland (grotendeels) en Noord-Holland, op het grondgebied van de gemeenten Almere, Amsterdam, Diemen, Drechterland, Edam-Volendam, Enkhuizen, Gooise Meren, Hoorn, Koggenland, Lelystad, Stede Broec en Waterland.
Markermeer & IJmeer wordt begrensd door dijken, dammen en wegen. Het gebied heeft daardoor geen directe aangrenzende Natura 2000-gebieden, al zijn de grenzen tussen de gebieden niet breder dan de weg of dijk waaruit ze bestaan.
Vlak daarbij zijn de Natura 2000-gebieden Polder Zeevang, Lepelaarplassen, Oostvaardersplassen en het IJsselmeer.